# Oskar Panizza
Pour les articles homonymes, voir Panizza.
Oskar Panizza, né le 12 novembre 1853 à Bad Kissingen en royaume de Bavière et mort près de Bayreuth le 28 septembre 1921, est un écrivain allemand.

## Biographie

### L'enfance
Oskar Panizza est né d'un père catholique d'origine italienne et d'une mère huguenote descendante d'une famille française.
Son père était une personnalité passionnée et débauchée. Sa mère, une femme énergique et volontaire. Ils eurent deux filles et trois fils, tous élevés dans la religion catholique. Son père mourut alors qu'il avait 2 ans. Avant d'expirer, il donna à sa femme l'autorisation d'élever ses enfants dans la religion protestante. Après de nombreuses difficultés, le roi de Bavière lui accorda finalement la dispense nécessaire. Oskar Panizza était un enfant peu doué, replié sur lui-même, qui apprit difficilement à lire.
Sa famille est lourdement marquée par l'hérédité. Un de ses oncle est mort fou après quinze ans passés dans un asile. Un autre se suicide à l'adolescence. Une tante meurt d'un coup de sang. Une autre est psychiquement anormale, tantôt lucide, tantôt faible d'esprit. Sa sœur cadette fit deux tentatives de suicide.

### Le médecin
Oskar Panizza termine le lycée à l'âge de 24 ans. Il se tourne ensuite vers la médecine, passe sa thèse en 1880 à 27 ans et obtient le droit d'exercer. Pendant ses études, il contracte une maladie vénérienne. Il fait son service militaire, puis se rend à Paris, où il se plonge dans la littérature dramatique française – la langue française était couramment pratiquée au sein de la famille. Il revient à Munich en 1882, date à laquelle il devient médecin assistant à l'asile d'aliénés de Haute Bavière. Il abandonne ce poste en 1884 à la suite de problèmes de santé et de différends avec son chef. Il se consacre alors à la littérature.

### Le poète et l'écrivain
En 1885, il écrit un recueil de poésies intitulé Chansons noires. La même année, il étudie l'anglais et la littérature anglaise. Il part en Angleterre où il vit un an en travaillant au British Museum. Il effectue un court séjour à Berlin à l'automne 1886 puis revient à Munich.
En 1888 paraissent les poèmes intitulés Legendäres und Fabelhaftes. Il étudie la langue et la littérature italienne. Il voyage en Italie à plusieurs reprises. En 1889 paraît un recueil de contes fantastiques influencé par Edgar Allan Poe, les Dämmerungsstücke.
En 1890, il fait la connaissance de M. G. Conrad, le directeur de la revue Gesellschaft où il publiera plusieurs articles scientifiques et littéraires.
En 1891, il donne une conférence intitulée Génie et folie qui lui vaudront ses premiers ennuis avec les autorités. La même année, il publie un récit intitulé Le crime de Tavistock Square qui lui vaudra une plainte devant le tribunal pour contravention aux bonnes mœurs.
En 1893 paraît Visionen, un recueil de nouvelles de nouveau dans l'esprit d'Edgar Allan Poe, ainsi que Le Juif opéré, une nouvelle antisémite.

### Le Concile d'amour

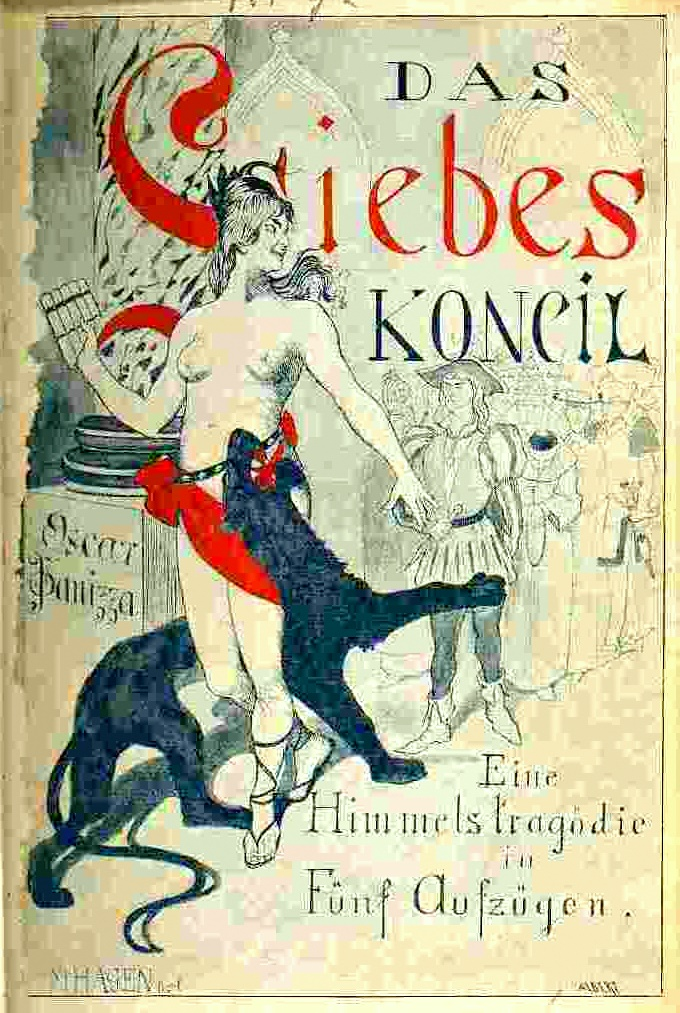
Couverture du Concile d'amour, édition de 1897.

En 1894 paraît L'Immaculée Conception des Papes, un pamphlet théologique destiné à étendre au Pape le dogme de l'Immaculée Conception proclamé par Pie IX. Ce dernier ouvrage fut saisi par la police et interdit sur tout le territoire allemand. La même année paraît un nouvel essai, Le Michel allemand et le Pape romain. Cet ouvrage fut lui aussi confisqué et interdit.
En 1895, il publie une pièce de théâtre, Le concile d'amour, tragédie céleste, dans laquelle Dieu, rendu furieux par le comportement dépravé de la cour du Pape Alexandre Borgia, charge le Diable de punir l'humanité par où elle a péché en lui envoyant la syphilis. La pièce est confisquée, et l'auteur est condamné à un an de prison. Il purge sa peine à la prison d'Amberg, puis part pour Zurich, en Suisse.

### L'exil
En 1896, il prend congé de Munich dans un écrit intitulé Adieu à Munich publié en Suisse. La brochure est saisie et un mandat d'arrêt est lancé contre l'auteur. En 1897, il fonde son propre journal, Zürcher Diskussionen, dans lequel il publie de nombreux articles sous des pseudonymes variés. En 1898, il publie une satire politique, Psychopatia Criminalis, et un drame historique, Néron. C'est pendant son séjour en Suisse que sa santé mentale commence à se détériorer.
Fin 1898, Oskar Panizza est brutalement expulsé de Suisse. Les raisons de cette expulsion ne sont pas claires. Il est accusé d'avoir eu des relations sexuelles avec une prostituée de moins de quinze ans, prénommée Olga, qui lui servait de modèle, ce qu'il nie dans son autobiographie. Il déménage alors à Paris.
En 1899, il publie un recueil de poèmes intitulé Parisjana, où, selon ses propres termes, "l'auteur, adversaire personnel de l'empereur Guillaume II, y dénonce ce dernier comme l'ennemi public de l'humanité et de la culture".

### La folie
En 1901, accusé de crime de lèse-majesté, tous ses biens ayant été saisis, il est contraint de revenir à Munich et de se rendre aux autorités. Après plusieurs mois d'incarcération et d'examens psychiatriques, une paranoïa systématique est diagnostiquée. Toutes les charges reconnues contre lui sont abandonnées, et il est libéré. Il retourne alors à Paris.
L'aggravation de sa paranoïa et l'apparition d'hallucinations auditives le contraignent en 1904 à revenir à Munich. Il tente de se suicider cette même année. En 1905, il est admis dans un asile des environs de Bayreuth où il passera le restant de ses jours. Il meurt le 28 septembre 1921. Il est enterré dans une tombe anonyme au cimetière municipal de Bayreuth.

### Pièce de théâtre
- Das Liebeskonzil, Zurich, Jakob Schabelitz, 1894 — réédition augmentée en 1897, couverture de Max Hagen.
  - Première traduction en français : Le Concile d'amour. Une tragédie céleste en cinq actes, trad. de Jean Bréjoux, préface d'André Breton, coll. « Libertés » no 13, Paris, Pauvert, 1964.

### Nouvelles et récits
- Dämmerungsstücke, 1889
- Le crime de Tavistock Square, 1891.
- Le journal d'un chien, 1892.
- Visionen, 1893.
- Le Juif opéré, 1893.
- Néron, 1898.

### Poésie
- Chansons noires, 1885.
- Chansons londoniennes, 1887.
- Legendäres und Fabelhaftes, 1888.
- Parisjana, 1899.

### Essais autres écrits
- L'Immaculée Conception des papes, 1893.
- Le Michel allemand et le Pape romain, 1894.
- Adieu à Munich, 1896.
- Psychopatia Criminalis, 1898.
- Imperialia, non publié.
- Autobiographie, 1904.